# Nord Bretagne DH
Nord Bretagne DH este o arie protejată (sit de importanță comunitară — SCI) din Franța întinsă pe o suprafață de 283.200 ha, integral marine.

## Localizare
Centrul sitului Nord Bretagne DH este situat la coordonatele 49°26′01″N 3°28′47″W / 49.4337°N 3.47983°V.

## Înființare
Situl Nord Bretagne DH a fost declarat sit de importanță comunitară în baza directivei 92/43 din 1992 referitoare la conservarea habitatelor naturale și a faunei și florei sălbatice pentru a proteja 2 specii de animale.

## Biodiversitate
Situată în ecoregiunea atlantică, aria protejată nu include niciun habitat protejat.
La baza desemnării sitului se află mai multe specii protejate de  mamifere (2): marsuin (Phocoena phocoena), delfin mare (Tursiops truncatus).
Pe lângă speciile protejate, pe teritoriul sitului au mai fost identificate 17 specii de păsări, 2 specii de mamifere.